# Lissonota punctiventrator
Lissonota punctiventrator là một loài tò vò trong họ Ichneumonidae.